# Andréievka (Kursk)
|  | Per a altres significats, vegeu «Andreievka». |

Andreievka (en rus: Андреевка) és un poble de l'óblast de Kursk, a Rússia, que en el cens del 2010 no tenia cap habitant. És la seu administrativa del districte rural homònim.